# Zamkovszky-menedékház
A Zamkovszky-menedékház (szlovákul: Zamkovského chata) egy turistaház Szlovákiában, a Magas-Tátrában.

## Elhelyezkedése
A Kis-Tarpataki-völgy torkolatában, közvetlenül a Felső-turistaút (Magisztrálé) mellett, a Lomnici-gerinc (Lomnický hrebeň) nyugati lejtői alatt elhelyezkedő, fenyvesekkel körülvett szép menedékház.

## Története
Az épületet, mint magán vállalkozást, 1943-ban a lőcsei születésű hegymászó, kalauz, síző, Zamkovszky István (1908-1961) épített. 1951-ben az államosítást követően, átkeresztelték Chata kpt. Nálepku (Nálepka kapitány menedékház) névre. 1993-ban visszakapta eredeti nevét, és az egykori birtokos unokája, Stanislav Tichý a tulajdonosa.

## Szálláshelyek
5 négyágyas szobában 20 férőhely. Tel.: 00-421-52-442-2636. Vendéglő: 45 férőhellyel, nyitva 7-22 óra között. Egész évben üzemel. A hegyiszolgálat állomása.

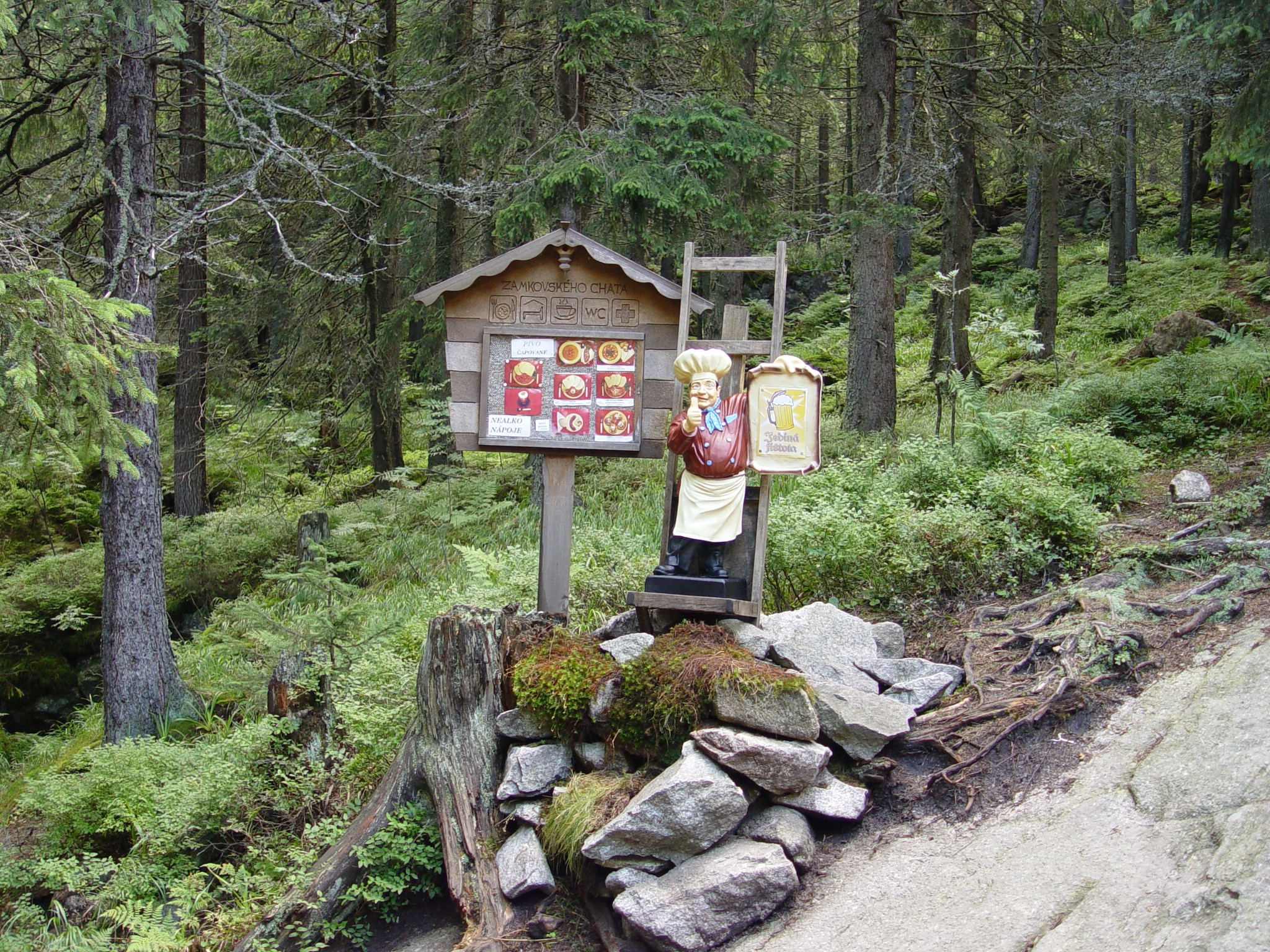
Zamkovszky menedékház „étlapja”

## Megközelítése
A Tarajkáról: a piros jelzésű  Magisztrálé turistaút, majd az ebből elágazó zöld  jelzésű út elején, 50 perc.

## Túravidéke
A Kis-Tarpataki-völgy és Nagy-Tarpataki-völgy, valamint a Kő-pataki-völgy és a környező hegyek.

## Jelzett turistautak
- A Nagy-Tarpataki-völgybe, a Hosszú-tavi menedékházhoz: a piros jelzésen  (Magisztrála) le a Nagy-Tarpataki-völgybe bevezető kék jelzésre, s ezen fel ÉNy-ra a menedékházhoz, 3 ó.
- A Kis-Tarpataki-völgybe, a Téry menedékházhoz: a zöld jelzésen,  2 ó 15 p.
- A Kő-pataki-völgybe, a menedékházakhoz: a piros jelzésen  (Magisztrálé) kelet felé, 1 ó 30 p.

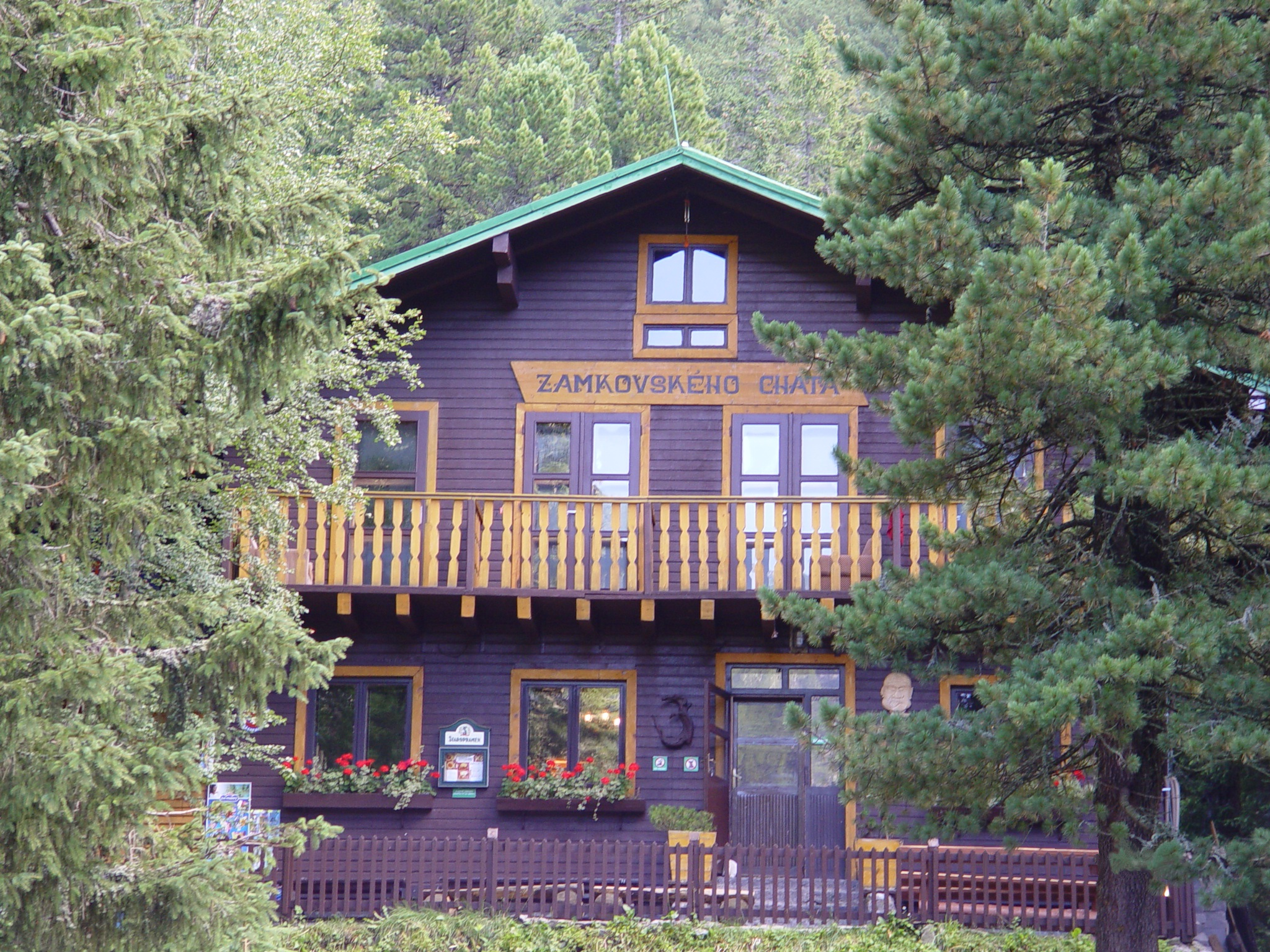
Zamkovszky menedékház